# Врста (биологија)
У биологији, врста (лат. species) је основна јединица биолошке разноврсности. У научној класификацији, врсти се даје двојно латинско име: род (genus) се ставља први, након чега следи посебан епитет. На пример, људи припадају роду Homo и врсти sapiens; према томе, име врсте је сасвим биномијално, тј. „двоименој” дакле оно се не састоји само од другог израза (посебног епитета). Двоимени (биномијални), као и већину других чисто формалних аспеката биолошких кодова номенклатуре, формализовао је током 1700-их Карл Лине, тако да се они сада зову „Линеов систем”. У то време, за врсте се сматрало да представљају независне стваралачке чинове Бога, па су према томе узимане као објективно стварне и непроменљиве.
Након појављивања теорије еволуције, схватање врста је прошло кроз огромне промене у биологији, мада је сагласност о дефиницији речи тек требало донети. Најцитиранију дефиницију „врсте” по први пут је сковао Ернст Мајр. Према тој дефиницији, названој појам биолошких врста или појам изолације врста, врсте су „групе стварних или могућих природних размножавања унутар популација које су репродуктивно изоловане од других таквих група.” Међутим, многа друга схватања врсте су такође коришћена.

## Историја

### Класификационе форме
У његовој биологији, Аристотел је користио термин γένος (génos) да означи родове, као што су птице или рибе, и εἶδος (eidos) да означи специфичну форму унутар рода, као што су (међу птицама) ждралови, орлови, вране, или врапци. Ови термини су преведени на латински као „род” („genus”) и врста („species”), мада они не кореспондирају тако названим Линеовим терминима. У данашње време су птице класа, а ждралови су породица, и вране су род. Форме су се разликовале по својим атрибутима; на пример, птице имају перје, кљун, крила, јаја са тврдом љуском, и топлу крв. Форма се одликовала по томе што је својствена свим њеним члановима, млади могу да наследе било које варијације својих родитеља. Аристотел је сматрао да су сви родови и форме особини и непроменљиви. Његов је приступ се задржао до времена ренесансе.

### Фиксне врсте
Кад су посматрачи у раном новом веку почели да развијају системе организације живих организама, они су ставили све врсте животиња или биљки у контекст. Многе од ових раних шема разграничења по данашњим становиштима би се сматрале ћудљивим: шеме су укључивале консангвинитет на бази боје (све биљке са жутим цвећем) или понашања (змије, шкорпије и поједини убадајући мрави). Енглески природњак Џон Реј (1686) је био први који је дао биолошку дефиницију термина „врста”, која је гласила:
Ниједан сигурнији критеријум за одређивање врста нисам уочио од препознатљивих особина које се овековечују при размножавању из семена. Стога, независно од тога које се варијације јаве код индивидуа или врста, ако оне ничу из семена једне и исте биљке, оне су случајне варијације и нису такве да би се по њима разликовале врсте ... Животиње које се разликују, слично томе очувавају њихову дистинктну перманентност врсте; једна врста никад не настаје из семена друге нити vice versa.
У 18. веку, шведски научник Карл фон Лине је класификовао организме према заједничким физичким карактеристикама, а не само на основу разлика. Он је успоставио идеју таксономске хијерархије класификације на бази уочљивих карактеристика и циљ му је био да одражава природне односе. У то време, међутим, још увек је било широко заступљено становиште да нема органске везе између врста, независно од тога колико су слично изгледале. Такво становиште је било под утицајем европског научног и религиозног образовања, које је налагало да категорије живота диктира Бог, и које је формирано на основи Аристотелијанске хијерархије, scala naturae или великог ланца бића. Међутим, без обзира на то да ли је требало да буде одређена или не, scala (мердевине) инхерентно је имплицира могућност пењања.

### Врсте које се могу променити
До 19. века, природњаци су разумели да се врсте могу променити током времена, и да је историја планете пружила довољно времена за одвијање великих промена. Жан-Батист Ламарк, је у свом раду Zoological Philosophy из 1809. године, описао трансмутацију врста, предлажући да се врста временом мења, што је у радикалном одступању од Аристотеловог размишљања.
Године 1859, Чарлс Дарвин и Алфред Расел Волис су пружили упечатљиву евиденцију еволуције и формирања нових врста. Дарвин тврди да су популације еволуирале, а не појединци, путем природне селекције из природних варијација међу појединцима. То је условило нову дефиницију врсте. Дарвин је закључио да су врсте оно што изгледа да јесу: идеје, привремено корисне за именовање група интерактивних појединаца. „Ја гледам на појам врсте”, он је писао, „као арбитрарно дат ради погодности груписања индивидуа које блиско подсећају једна другој … Она се у суштини не разликује од речи варијетет, која се даје мање дистинктним и флуктуирајућим формама. Термин варијетет, поново, у поређењу са пуким индивидуалним разликама, се исто тако користи арбитрарно, и ради погодности.”

## Именовање

### Заједничка и научна имена
Широко коришћена имена за врсте организама су често двосмислена: „мачка” може да значи домаћа мачка, Felis catus, или фамилија мачака, Felidae. Још један проблем са тривијалним именима је да она често варирају од места до места, тако да називи пума, кугуар, катамонт, пантер, и планински лав сви значе Puma concolor у разним деловима света, док „пантер” може исто тако да значи јагуар (Panthera onca) из Латинске Америке или леопард (Panthera pardus) из Африке и Азије. У контрасту с тим, научна имена су изабрана тако да су јединствена и универзална; она се састоје од два дела која се користе заједно: род као што је Puma, и специфични епитет као што је concolor.

### Опис врста
Врста добија име кад научник формално опише тип врсте, у публикацији којом се додељује научно име. Име постаје валидно објављено име (у ботаници) или доступно име (у зоологији) кад је публикација прихваћена за објављивање. Типски материјал је доступан другим научницима на увид, обично у оквиру истраживачких колекција великих музеја. Од научника се очекује да изаберу имена која су, по речима Међународног кодекса зоолошке номенклатуре, „подесна, компактна, милозвучна, вредна помена и нису увредљива”.

### Скраћенице
Књиге и чланци понекад намерно не идентификују врсте у потпуности и користе скраћеницу „sp.” за једнину или „spp.” (са значењем species pluralis, што је латински израз за вишеструке врсте) у множини уместо специфичног имена или епитета (нпр. Canis sp.) До тога обично долази кад су аутори уверени да дате индивидуе припадају извесном роду, али нису сигурни која су тачно врста, као што је често случај у палеонтологији. Аутори исто тако могу да користе „spp.” као кратак начин казивања да је нешто применљиво на мноштво врста унутар рода, али не на све. Ако научници сматрају да је нешто применљиво на све врсте унутар рода, они користе име рода без специфичног имена или епитета. Име рода и врсте се обично пишу у курзиву. Скраћенице као што је „sp.” не требају да буду у курзиву.

### Идентификациони кодови
Разни кодови су развијени и користе се као идентификатори врста, укључујући:
- Национални центар за биотехнолошке информације (NCBI) користи нумерички 'taxid' или таксономски идентификатор, који је стабилан и јединствен идентификатор, нпр., taxid вредност за врсту H. sapiens је 9606.[17]
- Кјотска енциклопедија за гене и геноме (KEGG) користи код са три или четири слова за ограничени број организама; у том коду, на пример, H. sapiens је једноставно hsa.[18]
- примењује „мнемоник организма” са не више од пет алфанумеричких карактера, нпр., HUMAN за H. sapiens.[19]
- Интегрисани таксономски информациони систем (ITIS) пружа јединствени број за сваку врсту. LSID за Homo sapiens је urn: lsid: catalogueoflife.org: taxon:4da6736d-d35f-11e6-9d3f-bc764e092680:col20170225.[20]

### Груписање и раздвајање
Именовање дате врсте, укључујући род (и више таксоне) у коме се она налази, је хипотеза о еволуционим односима и особеностима те групе организама. Како се додатне информације постају доступне, хипотеза се може потврдити или побити. Понекад, посебно у прошлости кад је комуникација била отежана, таксономисти који су радили у изолацији би дали два дистинктна имена индивидуалним организмима за које је касније показано да су иста врста. Кад се за две именоване врсте открије да су иста врста, старије име врсте се обично задржава, а новија имена врста се одбацују у оквиру процеса који се назива синонимизација. Дељење таксона у вишеструке, обично нове таксоне се назива цепање.

## Мајров концепт биолошких врста
Већина модерних уџбеника користи Ернст Мајрову дефиницију из 1942, познату као биолошки концепт врста. Она се исто тако назива репродуктивним или изолационим концептом. Њом се врста дефинише као
група стварних или потенцијално сродних природних популација, које су репродуктивно изоловане од других таквих група.
Може се сматрати да је ова дефиниција природна последица ефекта сексуалне репродукције на динамику природне селекције. Мајрова дефиниција искључује необична или вештачка укрштања која су последица намерног људског деловања, или се јављају само у заточеништву, или која обухватају животиње које се могу парити али то нормално не чине у дивљини.

## Проблем врста
Тешко је дефинисати врсте на такав начин да је то применљиво на све организме. Дебата о начину дефинисања врста се назива проблем врста. Овај промблем је био уочљив већ 1859. године, кад је Дарвин написао О пореклу врста:
Ниједна дефиниција није задовољила све природњаке; али сваки природњак нејасно зна шта то значи када говори о врстама. Уопштено речено, појам укључује непознати елемент дистинктног чина стварања.

### Кад Мајров концепт не функционише
Једноставна дефиниција из уџбеника, доследна Мајровом концепту, је применљива на већину вишећелијских организама, али не функционише у неколико ситуација:
- Кад се организми асексуално репродукују, као што је то случај код једноћелијских организама и партеногенеза или апомиксиса вишећелијских организама.[34][35]
- Кад научници не знају да ли су две морфолошки сличне групе организама имају способност укрштања; то је случај са свим изумрлим животним формама у палеонтологији, јер узгојни експерименти нису могући.[36]
- Кад хибридизација дозвољава знатан проток гена између врста.[37]
- Код прстенастих врста, где се чланови сродних популација успешно међусобно укрштајају док то није случај са члановима несродних популација.[38]

Идентификација врсте је отежана нескладом између молекуларних и морфолошких истраживања. Она се могу окарактерисати као два типа: (i) једна морфологија, вишеструки сојеви (нпр. морфолошка конвергенција, криптичне врсте) и (ii) један сој, вишеструке морфологије (нпр. фенотипна пластичност, вишеструки ступњеви животног циклуса). Поред тога, Хоризонтални пренос гена (HGT) отежава дефинисање врста. Све дефиниције врсте подразумевају да један организам поприма своје гене од једног или два родитеља попут огранизма „ћерке”, мада то није случај при HGT размени. Постоји убедљива евиденција о постојању HGT размене између разних група прокариота, и бар повремено између различитих група еукариота, укључујући неке ракова и бодљокошце.
Еволуциони биолог Џејмс Малет је извео закључак да
не постоји једноставан начин да се каже да ли припадајући географски или темпорални облици припадају истој или различитој врсти. Специфичне разлике у врстама могу се верификовати само локално и у одређеном тренутку. Мора се признати да је Дарвинов увид тачан: било која локална реалност или интегралност врста је знатно смањена на великим географским опсезима и временским периодима.

### Агрегати микроврста
Концепт врста је даље ослабљен постојањем микроврста, група организама, укључујући многе биљке, са веома мало генетичке варијабилности, које обично формирају агрегатне врсте. На пример, маслачак Taraxacum officinale и купина Rubus fruticosus су агрегати са мноштвом микроврста — негде око 400 у случају купине и преко 200 код маслачка. То је даље компликовано хибридизацијом, апомешањем и полиплоидијом, што све чини ток гена међу популацијама тешко одредивим, и њихову таксономију дискутабилном.
Комплексне врсте се јављају код инсеката као што су Heliconius лептири, кичмењака попут Hypsiboas жаба, и гљива као што је мухара.
- Купине припадају било којем од стотина микроспеција Rubus fruticosus агрегатне врсте.
- Род лептира Heliconius садржи сличне врсте.
- Комплексна врста Hypsiboas calcaratus–fasciatus садржи бар шест различитих врста жаба.

### Хибридизација
Природна хибридизација представља изазов концепту репродуктивно изоловане врсте, јер плодни хибриди дозвољавају проток гена између две популације. На пример, црна врана Corvus corone и сива врана Corvus cornix изгледају и класификовани су као засебне врсте, мада се они слободно хибридизују у областима где се њихови опсези преклапају.
- Хибридизација
- Црна врана
- Хибрид са тамним стомаком, тамно сиве боје
- Хибрид са тамним стомако
- Сива врана

### Прстенаста врста
Прстенаста врста је повезана серија суседних популација, свака од којих се може сексуално укрштати са оближњим сродним популацијама, али за коју постоје бар две „крајње” популације у серији, које су сувише различите да би се упаривале, мада постоји потенцијал за проток гена између свих „повезаних” популација. Такве неукрштајуће, мада генетички повезане, „крајње” популације могу да коегзистирају у истом региону чиме се затвара прстен. Прстенасте врсте стога представљају потешкоћу за било који концепт врста који се ослања на репродуктивној изолацији. Међутим, прстенасте врсте су ретке. Предложени примери обухватају комплекс хариншког галеба и малог црногрбог галеба око Северног пола, Ensatina eschscholtzii група од 19 популација саламандера у Америкама, и зелекаста црноглавка у Азији, мада постоји евиденција да они не формирају праве прстенове.
- Седам „врста” Larus галеба се међусобно укрштају у прстену око Арктика
- Супротни крајеви прстена: харишки галеб (Larus argentatus) (напред) и мали црногрби галеб (Larus fuscus)
- Зелекаста црноглавка,
- Претпостављена еволуција пет „врста” зеленкасте црноглавке око Хималаја